# José Becerril
José Becerril (Madrid, 21 de agosto de 1926 - ibídem, 30 de mayo de 1982) fue un futbolista español que jugaba en la demarcación de centrocampista.

## Biografía
Se formó en clubes como el Comercial madrileño, el Barbieri y el Mediodía de Madrid, hasta que en 1947 firmó por el Real Murcia CF, donde jugó hasta 1950, año en el que fue traspasado al CD Málaga. Con el club malagueño quedó campeón de su grupo de la Segunda División de España de 1952, ascendiendo así de categoría. En 1953, tras descender con el club, fue fichado por el Real Madrid CF. Ganó la Primera División de España en cuatro ocasiones, además de la Pequeña Copa del Mundo de Clubes en 1956, y la Copa Latina en 1955 y 1957. También tiene en su haber tres Copa de Campeones de Europa. Finalmente, tras jugar en el CD Castellón, se retiró en 1961.
Falleció el 30 de mayo de 1982 en Madrid a los 55 años de edad.

## Clubes
| Club           | País   | Año         | Partidos | Goles |
| -------------- | ------ | ----------- | -------- | ----- |
| Real Murcia CF | España | 1947 - 1950 | 43       | 2     |
| CD Málaga      | España | 1950 - 1953 | 86       | 3     |
| Real Madrid CF | España | 1953 - 1958 | 38       | 2     |
| Granada CF     | España | 1958 - 1960 | 42       | 4     |
| CD Castellón   | España | 1960 - 1961 | 1        | 0     |

## Palmarés

### Campeonatos nacionales

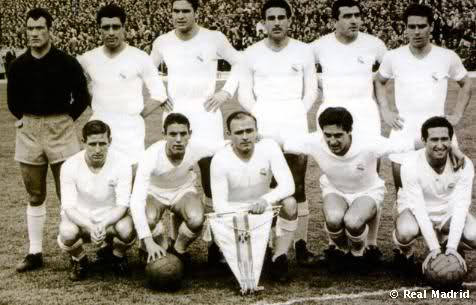

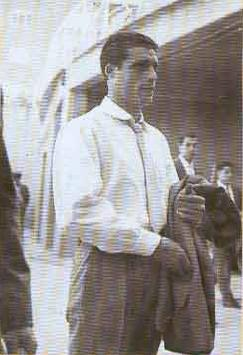

| Título                     | Club           | País   | Año  |
| -------------------------- | -------------- | ------ | ---- |
| Segunda División de España | CD Málaga      | España | 1952 |
| Primera División de España | Real Madrid CF | España | 1954 |
| Primera División de España | Real Madrid CF | España | 1955 |
| Primera División de España | Real Madrid CF | España | 1957 |
| Primera División de España | Real Madrid CF | España | 1958 |

### Campeonatos internacionales
| Título                           | Club           | País   | Año  |
| -------------------------------- | -------------- | ------ | ---- |
| Copa de Campeones de Europa      | Real Madrid CF | España | 1956 |
| Copa de Campeones de Europa      | Real Madrid CF | España | 1957 |
| Copa de Campeones de Europa      | Real Madrid CF | España | 1958 |
| Pequeña Copa del Mundo de Clubes | Real Madrid CF | España | 1956 |
| Copa Latina                      | Real Madrid CF | España | 1955 |
| Copa Latina                      | Real Madrid CF | España | 1957 |